# Te Paepae o Aotea
La Riserva marina di Te Paepae o Aotea (in inglese Te Paepae o Aotea (Volkner Rocks) Marine Reserve) è un'area naturale protetta marina della Nuova Zelanda, situata nella baia dell'Abbondanza a circa 5 km a nord-ovest da Whakaari/White Island e istituita nel 2006. 
La riserva comprende il gruppo di faraglioni di andesite chiamato Te Paepae o Aotea oppure Volkner Rocks (rocce di Volkner) in lingua inglese, dal nome del missionario Carl Sylvius Völkner decapitato dai Māori in rappresaglia ad un massacro compiuto dall'esercito britannico in un pā vicino Te Awamutu. 
I faraglioni di Te Paepae o Aotea sono alti 112 m e riposano su uno zoccolo di roccia sommerso profondo 200 m che li collega all'isola di Whakaari. L'area complessiva della riserva è di 12,67 km² ed è popolare presso i subacquei per via della buona visibilità (35-40 m) e la bellezza dei fondali.
Le rocce di Te Paepae o Aotea hanno un particolare valore religioso per i Ngāti Awa e altri  iwi (tribù) dell'Isola Nord. Si tratta infatti del luogo di partenza delle anime dei defunti dei Mātaatua: le anime soggiornerebbero attorno ai faraglioni prima di lasciare il mondo terreno.